# Новомеский, Ладислав
Ладислав (Лацо) Новомеский (словац. Laco Novomeský; 27 декабря 1904, Будапешт — 4 сентября 1976, Братислава) — словацкий и чехословацкий поэт, прозаик, публицист, государственный и политический деятель ЧССР. Член Национального совета Словакии (1945—1946 и 1968—1971). Герой ЧССР (1969). Народный артист ЧССР (1964). Лауреат Государственной премии ЧССР им. Клемента Готвальда (1964, 1974).

## Биография
Родился в Будапеште в семье портного.
Его «малая родина», откуда переселились родители и куда они вернулись после 1918 года, — западнословацкий городок Сеница.
Окончил учительскую семинарию в Модра. Учился на философском факультете Братиславского университета (1923‒1925). С 1924 публиковался в ряде левых журналов. В 1925 году вступил в ряды Коммунистической партии Чехословакии. Активный участник её радикального крыла. Вёл большую журналистскую (в печатных органах КПЧ) и общественно-политическую работу. В начале 1920-х создал вместе с Владимиром Клементисом, Яном Поничаном, Эдвардом Урксамом «Вольное содружество студентов-социалистов из Словакии».
С 1929 жил в Праге. Печатался в чешских и словацких коммунистических изданиях. Входил в круг чехословацких интеллектуалов.
В 1932 году вместе с Иваном Ольбрахтом, Ф. Шальдой, Карелом Тейге вошёл в Комитет спасения трудящихся Подкарпатской Руси. Был знаком с Юлиусом Фучиком, Ильёй Эренбургом, Овадием Савичем, В. А. Антоновым-Овсеенко, которому посвятил поэму «Вилла Тереза».
В 1934 году подписал антифашистский манифест. В 1937 основал Клуб друзей республиканской Испании, которую посетил вскоре после этого для участия в антифашистском конгрессе.
В 1938 году вернулся в Словакию. Во время Второй мировой войны в 1943 году был в числе организаторов и членов подпольной Коммунистической партии Словакии, в 1944 году участвовал в Словацком национальном восстании.
В октябре 1944 года входил в состав делегации Словацкого национального совета, побывавшей в Лондоне, где вёл переговоры с руководством Чехословакии в изгнании.
После Второй мировой войны Ладислав Новомеский — видный словацкий политик. В августе 1945 года был избран делегатом Национального словацкого совета.
В 1945 году стал членом ЦК Коммунистической партии Словакии, в 1945—1950 годах — член ЦК Коммунистической партии Чехословакии. Делегат партийных съездов КПЧ. В 1948 году после государственного переворота и прихода коммунистов к власти сделал быструю карьеру.
С 1951 руководил Матицей словацкой.
В 1950 году был обвинён в буржуазном национализме. Лишился всех постов. В 1951 был арестован. В апреле 1954 года приговорен к 10 годам на судебном процессе над «диверсионной группой буржуазных националистов в Словакии» (так называемое «Дело Густава Гусака»). Позже был условно-досрочно освобождён, отбыв половину наказания. Жил в Праге под надзором полиции, не получив разрешения вернуться в Братиславу.
В 1963—1970 работал директором Института литературы Словацкой Академии наук в Братиславе. Только после реабилитации в декабре 1963 года смог вновь публиковать свои произведения и повторно вступил в коммунистическую партию. В мае 1963 года на конференции словацких писателей вновь торжественно принят в члены Союза писателей.
В 1968—1971 был заместителем председателя и членом Национального совета Словакии. В 1968—1974 — председатель Матицы словацкой. С 1974 года — её почётный председатель.
В 1934, 1944, 1945 и в 1949 гг. посещал СССР.

## Творчество
Автор сборников социально-психологической лирики «Открытые окна» (1935), «Святой за околицей» (1939), «Оттуда» (1964); поэма «Вилла Тереза» (1963), посвящённая Октябрьской революции.
Сборники стихов «Воскресенье» (1927), «Открытые окна» (1935) и др. — важная веха в развитии словацкой пролетарской поэзии. Для творчества Л. Новомеского характерен жанр социальной баллады гуманистического звучания. Перевёл «Левый марш» В. В. Маяковского, и отрывки из поэмы «Двенадцать» А. Блока. Испытал влияние чешских поэтистов К. Библа, В. Незвала, Я. Сейфрта с которыми его связывали личные дружеские отношения. Однако к поэтизму не примкнул не принимая его установки на праздничное изображение жизни. Признавал термин «социалистический реализм», но выступал против односторонней трактовки понятия «реализм», опасаясь, что это исключит из социалистического искусства другие направления. В сборниках «Святой за околицей» (1939), «Запрещенным карандашом» (1946) главная тема ‒ место человека в общественной борьбе. Произведения 1960-х гг. (сборник стихов «Оттуда», поэма «Вилла Тереза» и др., публицистика, статьи по литературно-эстетическим проблемам) утверждают веру в идеалы социализма, социалистическое направление литературы и культуры Чехословакии.

## Культурно-геополитическая концепция
Лако Новомески был сторонником патриотического и прославянского социализма, а также международного социализма, он также подчеркивал социальное измерение вклада национальных революционеров (Людовит Штур, Янко Краль, Йозеф Милослав Гурбан, Юрай Фандли, Ша́ндор Пе́тефі, Тарас Григорович Шевченко, Адам Міцкевич, Алекса́ндр Серге́евич Пу́шкин, Лев Николаевич Толсто́й). Он является автором синтетической авангардной концепции культуры как диалектической структуры противоречия. Он также является сторонником умеренности между социализмом и христианством, культурой Запада и Востока и чешско-словацкой взаимностью. Он критиковал либеральную концепцию капитализма. Он был критиком догматизма и культа личности, сторонником модернизма и авангарда, а также ленинского подхода к истории (исторический прогресс в классовой борьбе). Вместе с В. Клементисом и Г. Гусаком они представляли линию смягчения интернационализма и патриотизма.
Работа Новомского (поэтическая и политическая) вдохновлена различными авторами, такими как Маркс, Энгельс, Ленин, Бакунин, Зденек Неедлы, Гегель, Герцен и Гердер, Масарик и Бенеш. Он также часто ссылается на выдающихся писателей Эренбурга, Джека Лондона, Мольера, Пушкина, Рембо, Толстого, Х. Г. Уэллса, Г. Б. Шоу, Р. Роллана.

## честь
Авторы из DAV DVA отдают дань уважения и его работе. Они сделали всю его работу доступной.   

## Издания на русском языке
- Новомеский Л. Избранное. М.: Прогресс, 1966
- Новомеский Л. Стихи. Поэиы. Статьи. М.: Прогресс, 1976
- Новомеский Л. Время и безвременье. М.: Прогресс, 1985

## Награды
- Народный артист Чехословакии (1964)
- Орден Людовита Штура (1967)
- Орден Клемента Готвальда (30.4.1968)[22].
- Государственная премия Словацкой СР (1969)
- Орден Победного Февраля (1973)
- Орден Республики (ЧССР) (1974)
- Государственная премия ЧССР им. Клемента Готвальда (1964, 1974)
- Герой ЧССР (1969)
- орден Ленина (27.08.1969)[23]
- почётный доктор Карлова университета.